# Яригіна Антоніна Василівна
Яригіна Антоніна Василівна (нар. 23.2(8.3).1908, Київ — ?) — радянська українська балерина, балетмейстерка і педагогиня. Заслужена артистка УРСР (1951).

## Життєпис
Закінчила Київську балетну студію Іллі Чистякова (1924) і в 1929 — клас удосконалення при Ленінградському хореографічному училищі (педагоги А. Я. Ваганова, Є. П. Гердт).
У 1926—1946 рр. працювала в театрах опери і балету Києва (Національний академічний театр опери та балету України імені Тараса Шевченка: 1924—1932 і 1936—1941 рр.), Тбілісі, Одеси, Харкова (солістка Харківського театру опери та балету, 1923—1926 рр.), Львова. Танець А. Яригіної відрізнявся стрімкістю обертань, технічною завершеністю, акторською виразністю.
У 1954—1965 — балетмейстерка Київського театру опери і балету ім. Шевченка.
Викладачка Одеської хореографічної студії (1932—1935), Київського хореографічного училища (1946—1951) і Київського театрального інституту (1951—1972). Серед учениць: В. Ф. Калиновська, Н. Д. Руденко, Л. А. Петренко та ін.

## Доробок
Головні партії:
- Лілея («Лілея») та Світлана («Світлана») в однойменних балетах К. Данькевича та Д. Клебанова,
- Тао Хоа у балеті «Червоний мак» Р. Глієра,
- Кітрі в балеті «Дон Кіхот» Л. Мінкуса та ін.